# Marstrand
 For alternative betydninger, se Marstrand (flertydig). (Se også artikler, som begynder med Marstrand)
Marstrand er en svensk by nordvest for Göteborg i Kungälv kommune, Västra Götalands län, landskabet Bohuslän. Stedet blev angiveligt grundlagt af den norske kong Håkon 4. Håkonsson da området stadig var norsk. De ældste tegn på bymæssig bebyggelse i Marstrand går tilbage til 1291, da kilderne nævner franciskanere i Marstrand. I dag står kun ruinene af franciskanerklosteret tilbage; det blev revet ned i 1532.
Sandsynligvis er byen, som da tilhørte Norge, vokset op i 1200-tallet i forbindelse med sildefiskeriet. En ny rig fiskeperiode indtraf i sidste halvdel af 1500-tallet. I juli 1449 mødtes det norske rigsråd i Marstrand for at vælge Christian 1. til norsk konge. Til gengæld måtte kongen underskrive Norges første håndfæstning.
Da Sverige havde erobret området i 1658 blev Carlstens fæstning bygget ved Marstrand. Fæstningen ligger på Marstrandsøens højeste top, hvor den troner over byen. To gange er fæstningen blevet erobret af henholdsvis den norsk/danske statholder Gyldenløve og admiral Tordenskjold. Men fæstningen blev givet tilbage til Sverige begge gange som følge af forhandlinger.
Efter at Marstrand blev svensk, mistede byen sin betydning til fordel for Gøteborg. Oscar 2. af Sverige tilbragte gerne tid i Marstrand, og dermed blev stedet et populært sommersted for det finere selskab. Selskabshuset er bevaret på Marstrandsøen.
Den er i dag en populær sommerby, og en af Sveriges fremmeste sejlsportsbyer. Hvert år arrangeres det nationale og internationale mesterskab for sejlsport. Af interessante bygninger, som kan være et besøg værd, kan Marstrand Rådhus nævnes. Rådhuset, som er fra 1644, er det ældste stenhus i Bohuslän. 
Grænsen mellem Kattegat og Skagerrak trækkes med en ret linje fra Grenen ved Skagen i Danmark til Marstrand.